# Lacoste (przedsiębiorstwo)
Lacoste – francuskie przedsiębiorstwo z branży odzieżowej.
Zajmuje się sprzedażą ubrań, butów, perfum, okularów i zegarków. Logo firmy to zielony krokodyl. „Klasyczne” kolory to: biały (pierwszy noszony przez założyciela René), cytrynowo-zielony (lime green) i czerwony. Główna siedziba znajduje się w Paryżu. Ponad 70% ubrań Lacoste jest wytwarzanych poza Europą.

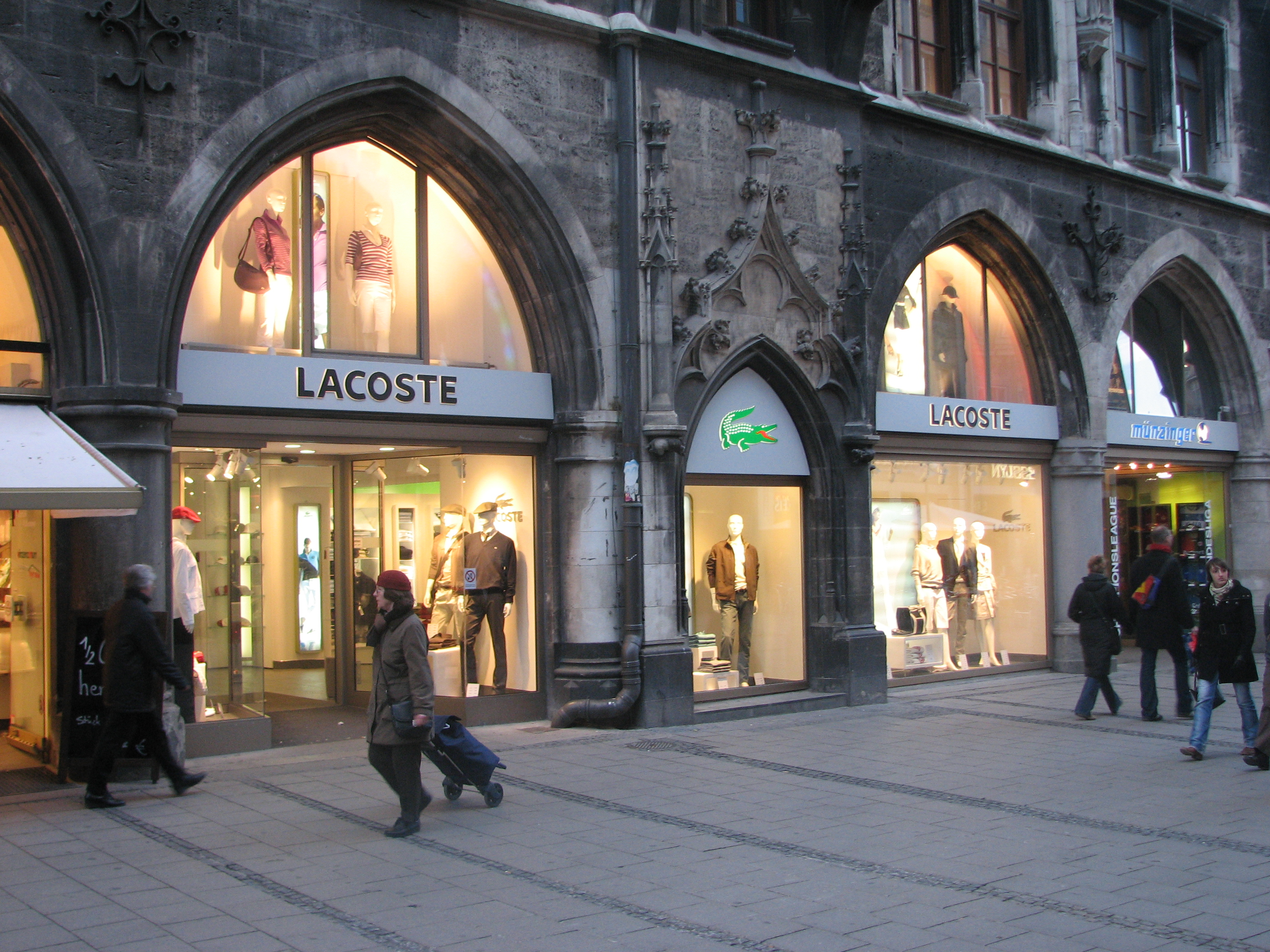
Sklep marki w Monachium

## Historia
W 1929 roku René Lacoste, francuski tenisista, wymyślił własną koszulkę. Grając w 1926 roku w turnieju US Open założył po raz pierwszy białą koszulkę z krótkimi rękawami, szytą z francuskiej bawełny. Była ona całkowitą odmianą od panującej ówcześnie mody tenisowej. Rok później amerykańska prasa nazwała Rene „the Alligator” (ang. aligator) z powodu noszonej przez niego teczki ze skóry aligatora. Przezwisko to spodobało się publiczności, dobrze bowiem opisywało zawziętość Lacoste’a na korcie tenisowym. Sportowiec poprosił swojego przyjaciela o narysowanie krokodyla, którego następnie wyhaftował na zakładanych sportowych koszulkach.
W 1933 roku wraz z André Gillier rozpoczął działalność gospodarczą. Kiedy rozpoczęła się masowa produkcja koszulek Lacoste postanowił używać tego wizerunku jako oficjalnego logo przedsiębiorstwa. Firma odniosła sukces w latach 80. XX wieku, wtedy rozpoczęła się jego światowa popularność.
W listopadzie 2012 spółka Lacoste została kupiona wprost przez szwajcarską rodzinną grupę Maus Frères – szacunkowa wartość transakcji to więcej niż 1 mld EUR.
19 stycznia 2015 Thierry Guibert, były szef Conforamy, przejął generalne zarządzanie w firmie Maus Frères International / Lacoste. Zastąpił José Luisa Durana, pełniącego stanowisko od 2009 roku.
W 2017 r. grupa Lacoste osiągnęła przychody w wysokości 2 mld EUR, 1200 sklepów, 10 000 pracowników, 19 sklepów internetowych oraz obecność w 120 krajach i 10 600 punktów sprzedaży.

## Sklepy w Polsce
- Warszawa (Westfield Arkadia, Galeria Mokotów, Factory Ursus Outlet, ul. Nowy Świat, Złote Tarasy, Designer Outlet Warszawa)
- Łódź (Ptak Outlet)
- Kraków (ul. Grodzka, ul. Pawia – Galeria Krakowska, Factory Kraków – Modlniczka ul. Rożańskiego 32
- Poznań, Posnania)
- Gdańsk (Galeria Forum, Fashion House Szadółki Outlet, ul. Przywidzka)
- Rzeszów (Galeria Millenium Hall)
- Katowice (Silesia City Center)
- Bydgoszcz (Zielone Arkady)
- Wrocław (Wroclavia, ul. Sucha 1, Wrocław Fashion Outlet, ul. Graniczna 2)
- Szczecin (Outlet Park)